# Todd Beamer

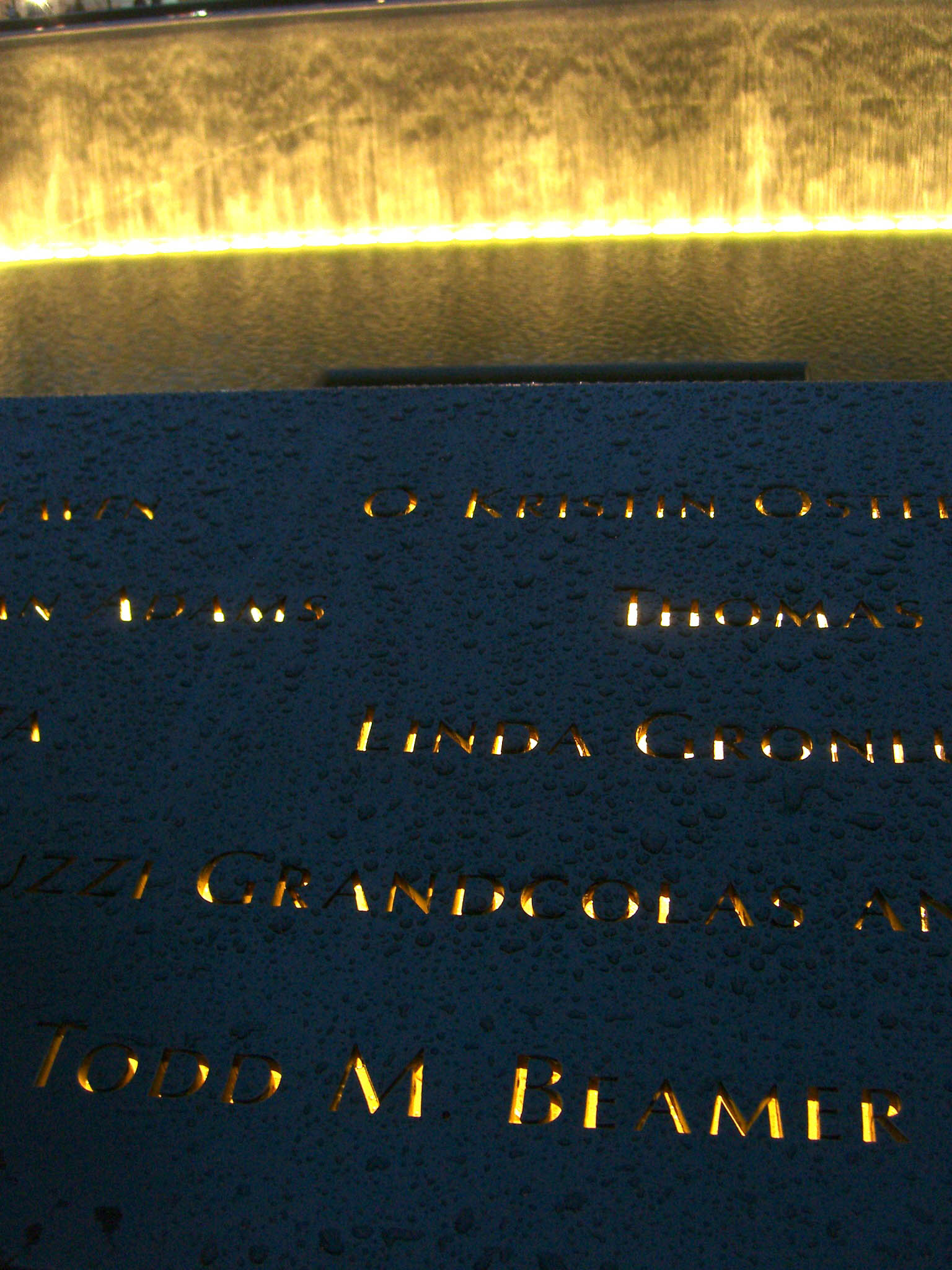
Todd Beamers Name als Inschrift auf dem Süd-Gedenkbrunnen des National September 11 Memorial

Todd Morgan Beamer (geboren am 24. November 1968 in Flint, Michigan; gestorben am 11. September 2001 in Shanksville, Pennsylvania) war ein Passagier des United-Airlines-Flugs 93. Diese Maschine wurde im Rahmen der Terroranschläge am 11. September 2001 entführt. Beamer war einer der Passagiere, welche die Entführung vereiteln wollten. Das Flugzeug stürzte auf ein Feld in Shanksville.

## Biographie
Todd Beamer besuchte die Los Gatos High School, die Wheaton Academy, die DePaul University, die California State University, Fresno und das Wheaton College. 2001 war er Etatmanager für Oracle und lebte mit seiner Frau Lisa Beamer und seinen zwei Söhnen David und Drew in Cranbury (New Jersey). Seine Tochter Morgan Kay wurde am 9. Januar 2002 geboren. Beamer und seine Frau unterrichteten seit 6 Jahren an der Sonntagsschule ihrer Kirche.

## Flug 93
Der Flug UA 93, als Flugzeug eine Boeing 757, hob um 8.01 Uhr in Newark ab. Ziel war San Francisco. Nachdem der Flug United Airlines Flight 93 durch 4 Männer entführt worden war, versuchten Beamer und andere Passagiere, mit Personen am Boden zu kommunizieren. Gleichzeitig erfuhren sie, dass das World Trade Center und das Pentagon ebenfalls mit Hilfe von entführten Flugzeugen attackiert worden waren. Beamer versuchte mit dem im Flugzeug eingebauten Telefon, mit GTE Corporation (General Telephone & Electronics Corporation) zu sprechen. Er wurde zu der Leiterin Lisa Jefferson weitergeleitet und berichtete ihr, dass ein Passagier getötet worden sei und dass später der Kapitän und Co-Pilot gezwungen worden waren, das Cockpit zu verlassen und verwundet worden waren. Er war immer noch am Telefon, als das Flugzeug nach Süd-Ost abdrehte. Später sagte er noch, dass manche Passagiere auf die Entführer „draufspringen“ und sie an ihrem Plan hindern wollten. Die Passagiere hatten vor, das Flugzeug selbst zu landen. Beamer sagte mit Jefferson auswendig den Psalm 23 auf. Nach Jeffersons Bericht waren Beamers letzte hörbare Worte: „Seid ihr bereit, Jungs? Okay, let's roll“. Kurz nach 10 Uhr stürzte das Flugzeug ab.

## Erbe
Es wurden vier Orte nach Todd Beamer benannt: 
- eine Poststation in Cranbury,
- die Todd Beamer High School in Federal Way (Washington),
- das Todd M. Beamer Studenten-Zentrum im Weathon College (Illinois) und
- der Todd Beamer Park in Fresno (Kalifornien).

Die Poststation in Cranbury wurde am 4. Mai 2002 nach Beamer benannt durch einen „Act of Congress“ von Rush D. Holt jr. Es wurde vom US-Präsidenten George W. Bush veranlasst. Die Passagiere des Fluges 93 bekamen 2002 postum den Arthur Ashe Courage Award. Im National 9/11 Memorial (am South Pool, Panel S-68) wurden sowohl Beamer als auch andere Passagiere geehrt.